# سن فلوریانو دل کولیو
سن فلوریانو دل کولیو (به ایتالیایی: San Floriano del Collio) یک کومونه در ایتالیا است که در استان گوریتزیا واقع شده‌است.

## خصوصیات
سن فلوریانو دل کولیو ۱۰٫۶ کیلومترمربع مساحت و ۸۰۷ نفر جمعیت دارد و ۲۷۶ متر بالاتر از سطح دریا واقع شده‌است.